# Impianto IPu
L'impianto IPu (acronimo di Impianto Plutonio) è un impianto nucleare italiano, situato nel Centro di ricerca Enea-Casaccia di Roma e utilizzato per la ricerca sugli elementi di combustibile.

## Storia
È stato progettato e realizzato a metà degli anni 1960 ed è entrato in esercizio nel 1968. Vi erano svolte attività di ricerca sulle tecnologie di produzione degli elementi di combustibile nucleare.
Nel 1990, con la chiusura del programma nucleare italiano, le attività di ricerca sono state fermate.
Da allora è stato garantito il mantenimento in sicurezza degli impianti a tutela della popolazione e dell'ambiente.
Nel 2003, SOGIN ha assunto la gestione dell'impianto con l'obiettivo di realizzare la bonifica ambientale del sito.

## Lo smantellamento
Nel dicembre del 2012 SOGIN ha concluso nell'Impianto Plutonio (IPU) le attività di smantellamento del primo gruppo di quattro scatole a guanti contaminate da plutonio. 
Le scatole a guanti, la prima delle quali è stata demolita nel dicembre 2010, sono ambienti confinati che nel corso dell'esercizio dell'impianto erano impiegate per manipolare il plutonio nell'ambito delle attività di ricerca per la produzione di elementi di combustibile nucleare. Complessivamente, il programma di smantellamento delle 55 scatole a guanti e delle relative apparecchiature si concluderà nel 2015. Si tratta dell'intervento più significativo per portare a termine la bonifica dell'IPu.
Nell'ambito delle attività di gestione e messa in sicurezza dei rifiuti, SOGIN sta procedendo a un'attività di caratterizzazione dei rifiuti radioattivi, sia di quelli contenuti in fusti e stoccati nel deposito sia di quelli presenti all'interno delle scatole a guanti.
I rifiuti derivanti dalle attività di smantellamento delle scatole a guanti saranno temporaneamente trasferiti nell'edificio Opec 2 di Casaccia, in vista del loro trasferimento al Deposito Nazionale.